# Томас Кідд
Томас Кідд (англ. Thomas Kidd; нар. 1955) — американський ілюстратор наукової фантастики та фентезі, який живе в Нью-Мілфорді, штат Коннектикут.

## Життєпис
Кідд описав себе як «розсіяну» дитину, але він мав швидкий талант до малювання і міг точно захопити майже все, що бачив, за допомогою паперу та олівця. Однак коли він зрозумів, що фотоапарати здатні створювати реалістичні зображення швидше й точніше, ніж він, він звернувся до малювання творінь свого розуму. Зокрема, Кідд відзначає найбільш формуючий вплив на його творчість Чеслі Боунстела та Нормана Роквелла.
Кідд отримав стипендію в Сіракузькому університеті, але покинув навчання після двох років навчання. Щоб стати професійним художникомВін переїхав до Нью-Йорка, і, після важкого початку, почав досягати успіху як ілюстратор.
Відтоді Кідд проілюстрував дві книги, «Три мушкетери» та «Війна світів», і зараз працює над книгою «Гнемо: дирижаблі, пригоди, дослідження». Також доступна колекція його творів «The Tom Kidd Sketchbook» (Ескізний альбом Тома Кідда). Він намалював обкладинки для численних романів у м'якій палітурці, виданих William Morrow, Random House, Warner Books, Doubleday, St. Martin's Press і Tor Books, а також Marvel Comics.
Він також проілюстрував карти для колекційної карткової гри Last Unicorn Games Heresy: Kingdom Come.
Кід також є дизайнером; його дизайнерські роботи можна побачити у фільмах, тематичних парках і статуетках для багатьох клієнтів, у тому числі Walt Disney Feature Animation та Mayfair Games. Він виставляв роботи в численних галереях, зокрема в Художньому музеї Делавера та Експедиції майбутнього мистецтва NASA.

## Нагороди
Серед досягнень Кідда:
- 4 номінації на премію Г'юго (1985, 1987, 1988, 1990)
- 7 премій Chesley Awards, у тому числі: 2002 (ілюстрація інтер'єру, найкраща монохромна робота — неопублікована); 2003 (Мистецьке досягнення)
- Премія AnLab (журнал Analog): 1987 (за обкладинку Marooned in Realtime)
- Премія «Золота пагода»: 1990 (найкращий художник)
- 2003 Всесвітня премія фентезі за найкращого художника[4]